# Stefan Kälin
Stefan Kälin (Einsiedeln, 29 settembre 1942) è un ex sciatore alpino svizzero.

## Biografia

### Stagioni 1962-1966
Stefan Kälin, fratello dello sciatore nordico Alois, era uno sciatore polivalente con maggior propensione alle prove tecniche; debuttò in campo internazionale in occasione del trofeo del Lauberhorn 1962 (Wengen, 13-14 gennaio), dove non completò lo slalom speciale, e due anni dopo ai IX Giochi olimpici invernali di Innsbruck 1964, suo esordio olimpico e iridato, si classificò 10º nello slalom speciale (l'unica gara alla quale prese parte).
Nel prosieguo della stagione alla Roch Cup 1964 (Aspen, 3-5 aprile) vinse lo slalom gigante e si piazzò 2º nello slalom speciale e 3º nella combinata, mentre in quella successiva fu 3º nello slalom gigante del Criterium de la première neige (Val-d'Isère, 16-19 dicembre 1964) e in quello del trofeo Silver Belt (Sugar Bowl, 24-25 aprile 1965) e nel 1966 si classificò 2º nel secondo slalom gigante dell'Internationalen Adelbodner Skitage sulla pista Chuenisbärgli di Adelboden (10 gennaio).

### Stagioni 1967-1968
In Coppa del Mondo esordì nella gara inaugurale del circuito, lo slalom speciale disputato il 5 gennaio 1967 a Berchtesgaden (20º), e ottenne il primo piazzamento a punti il giorno successivo nella medesima località in slalom gigante (4º); nel prosieguo della stagione nella stessa specialità si piazzò 3º nella XVIII edizione della 3-Tre (Madonna di Campiglio, 4 febbraio), dietro a Guy Périllat e Karl Schranz, e 2º nella II Coppa dei Paesi alpini (Badgastein, 11 febbraio), gare non valide ai fini della Coppa del Mondo.
3º nel secondo slalom gigante del Criterium de la première neige 1967 (Val-d'Isère, 12-15 dicembre; non valido per la Coppa del Mondo), l'8 gennaio 1968 sulla Chuenisbärgli di Adelboden salì per la prima volta sul podio in Coppa del Mondo classificandosi 3º ancora in slalom gigante dietro a Jean-Claude Killy e Edmund Bruggmann; ai successivi X Giochi olimpici invernali di Grenoble 1968, sua ultima presenza olimpica e iridata, fu 28º nello slalom gigante. Si congedò dalle competizioni in occasione del trofeo Pokal Vitranc di Kranjska Gora dello stesso anno, dove vinse lo slalom gigante del 29 febbraio (non valido per la Coppa del Mondo) e conquistò il suo secondo e ultimo podio in Coppa del Mondo il 1º marzo in slalom speciale (3º dietro a Patrick Russel e Franz Digruber).

## Palmarès

### Classiche
Pokal Vitranc
- 1 vittoria (slalom gigante a Kranjska Gora 1968)

Roch Cup
- 1 vittoria (slalom gigante ad Aspen 1964)

### Coppa del Mondo
- Miglior piazzamento in classifica generale: 19º nel 1968
- 2 podi:
  - 2 terzi posti

### Campionati svizzeri
- 5[senza fonte] medaglie (dati parziali):
  - 3 ori (slalom gigante[12], slalom speciale[13], combinata[12] nel 1964)
  - 2 argenti (slalom speciale nel 1965[13]; slalom speciale nel 1966[14])